# Godomey

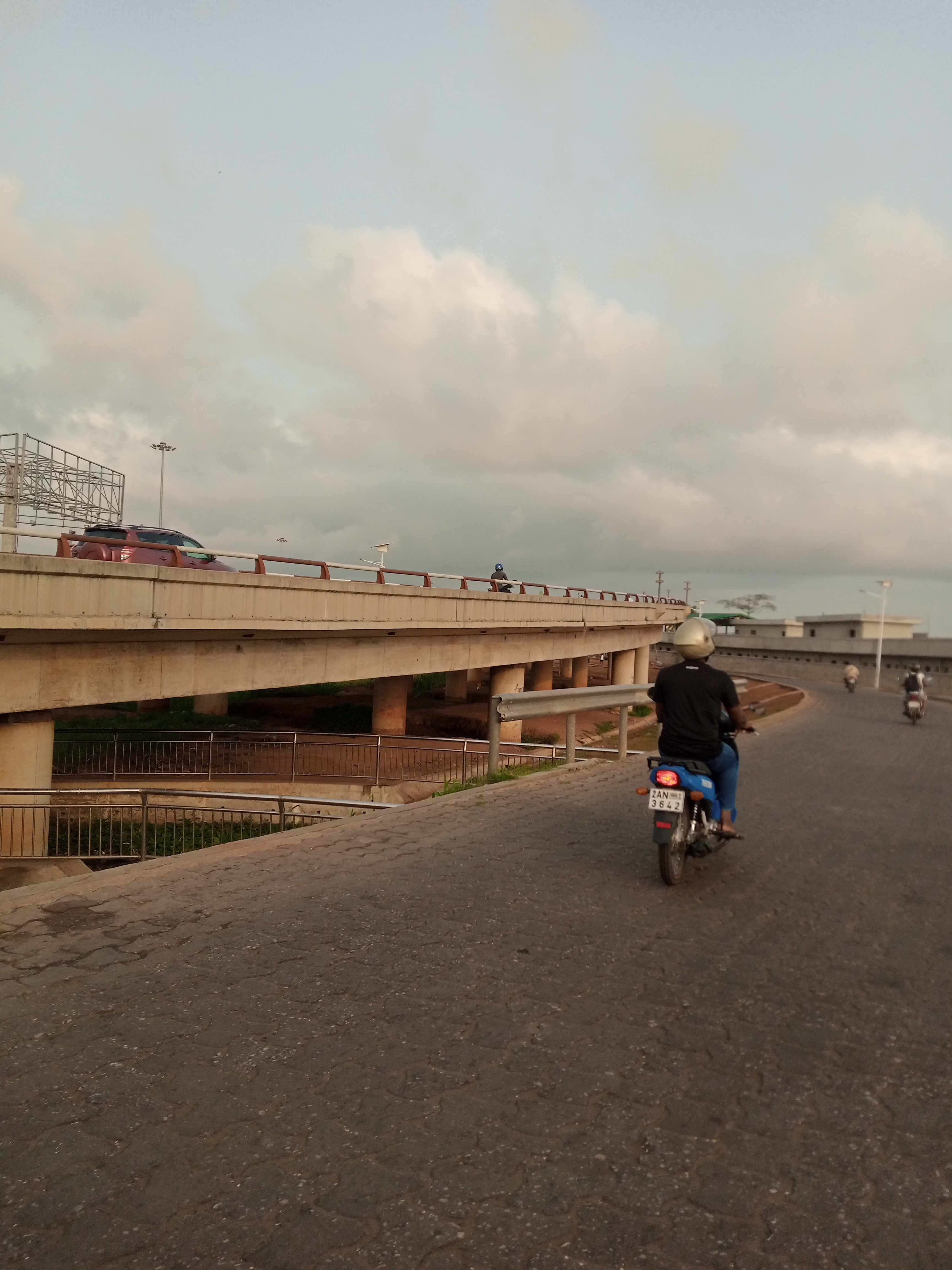
Motorväg

Godomey är en ort i södra Benin, och är belägen i departementet Atlantique. Den är en förort till Cotonou, som ligger strax sydost om Godomey. Befolkningen beräknades till 187 836 invånare år 2006, vilket gör den till Benins befolkningsmässigt tredje folkrikaste ort, efter Cotonou och Porto-Novo. Godomey tillhör kommunen Abomey-Calavi, och utgör där ett av kommunens nio arrondissement.